# Ashley Whitney
Ashley Whitney (n. 21 august 1979, Tennessee, SUA) este o înotătoare americană, medaliată olimpică. A participat la o ediție a Jocurilor Olimpice (1996) în care a câștigat două medalii de aur.